# 道の駅ロード銀山
道の駅ロード銀山（みちのえき ロードぎんざん）は、島根県大田市にある国道9号の道の駅である。

## 施設
- 駐車場
  - 普通車：46台
  - 大型車：3台
  - 身障者用：2台
- トイレ
  - 男：大4・小6
  - 女：8
  - 身障者用：2（オストメイト対応）
- 公衆電話：1台
- レストラン (11:00〜17:00)
- 店舗・売店 (9:00〜19:00)
- 休憩コーナー
- 情報コーナー

## アクセス
- 国道9号 - 登録路線
  - 島根県道286号池田久手停車場線

## 周辺
- 山陰自動車道大田中央・三瓶山IC
- 石見銀山
- 三瓶山
- 仁摩サンドミュージアム